# Rudi Zalfen
Rudi Zalfen (* 26. Juni 1954 in Bad Münstereifel) ist ein ehemaliger deutscher Radrennfahrer und nationaler Meister im Radsport.

## Sportliche Laufbahn
Zalfen war im Straßenradsport aktiv. 1975 gewann er die Deutsche Bergmeisterschaft der Amateure. In der Rheinland-Pfalz-Rundfahrt kam er in jener Saison auf den 10. Platz, bei Rund um Dortmund wurde er 3. 1976 wurde er 2. bei der Telemark-Rundfahrt in Norwegen und 2. beim Bavaria-Preis in Hamburg sowie 4. bei Rund um Dortmund. 1977 wurde er erneut 10. bei der Rheinland-Pfalz-Rundfahrt und gewann mit seinem Team das Mannschaftszeitfahren. 1977 bestritt er mit der Nationalmannschaft die Tour de l’Avenir und kam auf den 27. Gesamtrang. 1978 wurde er 3. bei  Rund um Frankfurt. 1979 wurde er Zweiter bei Rund um Düren hinter Wilfried Trott. 1981 gewann er Rund um Kamp-Lintfort.

## Berufliches
Zalfen eröffnete nach seiner Karriere ein Radsportgeschäft in Brühl.